# Gornje Cjepidlake
Gornje Cjepidlake falu Horvátországban Belovár-Bilogora megyében. Közigazgatásilag Đulovachoz tartozik.

## Fekvése
Belovártól légvonalban 51, közúton 66 km-re délkeletre, Daruvár központjától légvonalban 17, közúton 24 km-re északkeletre, községközpontjától légvonalban 1, közúton 2 km-re északra, Nyugat-Szlavóniában, a Bilo-hegység déli részén, az Ilova völgye feletti magaslaton fekszik.

## Története
A térség középkori településeit 1542-ben pusztította el a török és csak a 17. század végén szabadult fel a török uralom alól. A kihalt területre a parlagon heverő földek megművelése és a határvédelem céljából a 18. század első felében Bosznia területéről telepítettek be új, szerb anyanyelvű lakosságot. Az első katonai felmérés térképén „Dorf Cepedlaka” néven találjuk. Lipszky János 1808-ban Budán kiadott repertóriumában „Czepedlak” néven szerepel. Nagy Lajos 1829-ben kiadott művében „Czepedlak” néven 69 házzal 18 katolikus és 938 ortodox vallású lakossal találjuk. 1890-ig a két Cjepidlakát egységes településként tartották számon.
A 19. század végén és a 20. század elején birtokosa a Jankovich család jelentős számú magyar és németajkú lakosságot telepített ide, a környező területek megművelésére. Gornje Cjepidlake településnek 1910-ben 411 lakosa volt. 1910-ben a népszámlálás adatai szerint lakosságának 41%-a szerb, 31%-a magyar, 24%-a német anyanyelvű volt. A Magyar Királyságon belül Horvát–Szlavónország részeként, Pozsega vármegye Daruvári járásának része volt. Az I. világháború után 1918-ban az új szerb-horvát-szlovén állam, majd később (1929-ben) Jugoszlávia része lett. 1941 és 1945 között a németbarát Független Horvát Államhoz, háború után a település a szocialista Jugoszláviához tartozott. 1991-től a független Horvátország része. 1991-ben lakosságának 64%-a szerb, 20%-a horvát, 4%-a jugoszláv nemzetiségű volt. A falunak 2011-ben 46 lakosa volt.

## Lakossága
| Lakosság változása | Lakosság változása | Lakosság változása | Lakosság változása | Lakosság változása | Lakosság változása | Lakosság változása | Lakosság változása | Lakosság változása | Lakosság változása | Lakosság változása | Lakosság változása | Lakosság változása | Lakosság változása | Lakosság változása | Lakosság változása |
| ------------------ | ------------------ | ------------------ | ------------------ | ------------------ | ------------------ | ------------------ | ------------------ | ------------------ | ------------------ | ------------------ | ------------------ | ------------------ | ------------------ | ------------------ | ------------------ |
| 1857               | 1869               | 1880               | 1890               | 1900               | 1910               | 1921               | 1931               | 1948               | 1953               | 1961               | 1971               | 1981               | 1991               | 2001               | 2011               |
| 0                  | 0                  | 0                  | 184                | 235                | 219                | 220                | 280                | 136                | 140                | 145                | 147                | 121                | 117                | 60                 | 46                 |

(1880-ig lakosságát az egységes Cjepedlake településhez számították.)